# Sonar (fumetto)
Sonar è il nome di tre super criminali DC Comics.

## Storia di pubblicazione
La versione di Bito Wladon comparve per la prima volta in Lanterna Verde vol. 2 n. 14 (luglio 1962), e fu creato da John Broome e Gil Kane.

## Biografia del personaggio

### Bito Wladon
Annidato sulle montagne europee sud orientali esisteva la piccola nazione balcanica di Modora. Con una popolazione di quattrocento abitanti, Modora era relativamente sconosciuta al resto del mondo, la cui unica produzione era quella di una particolare lana di una peculiare pecora marrone che si trovava solo in quella piccola area. Non faceva nemmeno parte delle Nazioni Unite. Modora fu reclusa al resto del mondo da Fando il Matto, un leader che credeva che Modora dovesse restare congelata nel proprio passato. Bruciò i ponti e barricò le strade verso l'esterno mentre prendeva tutte le decisioni per i suoi concittadini. Un uomo, Bito Wladon, era determinato a cambiare la situazione.
I genitori di Wladon erano sordi, cosa che veniva vista come una maledizione di Satana da parte dei superstiziosi Modorani. Secondo le loro credenze, non potevano venire uccisi o feriti, ma li si doveva evitare. Di conseguenza, anche il giovane Bito era un paria, poiché per quanto era del tutto sano, era comunque figlio di genitori sordi. Le azioni crudeli della società crearono risentimento verso i suoi genitori e per il mondo esterno. Bito Wladon si nascose dal resto del mondo in un fienile, i cui un giorno scoprì un nascondiglio con dentro dei libri, nascosti da suo nonno, un venditore ambulante, contro l'Ordine di Fando.
Bito divenne l'assistente di un orologiaio, mentre in segreto si imbarcò in una brillante carriera lavorando sulla padronanza del suono. Utilizzando una sua invenzione, il "motore sonico del nucleo" che poteva utilizzare ogni fonte di suono per alimentarlo, Wladon scoprì di poter nullificare la gravità o concentrare un suono come forza distruttiva. Talentuoso quanto era, Wladon utilizzò il suono come mento per una fine. Il suo patriottismo fanatico verso Modora lo rese un uomo pericoloso. Credendo che le grandi nazioni sulla Terra era anche tra le più potenti, Wladon scelse di rendere Modora grande fornendole una "bomba nucleo-sonica" un'arma basata sull'energia supersonica. Sperò di rendere Modora il paese più potente del mondo.
Sfortunatamente, la sua patria non era sufficientemente avanzata tecnologicamente per supportare i suoi sforzi. Wladon ne approfittò per scivolare fuori da Modora e verso gli Stati Uniti. Molti degli articoli che necessitava furono classificati come equipaggiamento. Wlladon quindi condusse una vita da criminale al fine di trovare le risorse per le sue armi soniche.
Wladon disegnò un costume militare, regale, che convenisse al futuro di Modora; difatti, quando comparve negli Stati Uniti, i media lo soprannominarono "Sonar" a causa della sua maestria con i suoni.
Ritornando a casa dopo un incontro in tutto il cosmo del Corpo delle Lanterne Verdi, la Lanterna Verde della Terra Hal Jordan visitò la nazione di Modora così da reperire un francobollo per la collezione di Tom Kalmaku. Il guerriero di smeraldo fu sorpreso di scoprire che era una nazione tanto piccola da non avere neanche un ufficio postale. I Modorani stavano a pochi passi di distanza dai loro concittadini. Mentre cercava questo francobollo, Lanterna Verde seppe di Bito Wladon dall'orologiaio, venne a sapere delle sue scoperte sul suono, cosa che lo preoccupò, e ritornò negli Stati Uniti il prima possibile.
Sonar seppe dell'eroe di Coast City, e si preparò al loro incontro: un pugno tirato in aria inviò un'esplosione concentrata di onde supersoniche che misero fuori gioco Lanterna Verde.
Nonostante la sua vittoria, Sonar era ancora disturbato dalla mancanza di rappresentazione di Modora da parte dei media. Aveva bisogno di una rapina in più per ottenere il componenti per la sua bomba nucleo-sonica. Sonar si preparò per il suo successivo scontro con Lanterna Verde creando una pistola a diapason. La pistola dalla strana forma utilizzava vibrazioni super soniche intonate sulle onde cerebrali umane al fine di creare effetti mentali su un determinato bersaglio.
La pistola a diapason fu intonata così che Lanterna Verde vedesse ogni cosa colorata solo di giallo. Il cambiamento improvviso agì sulla sua forza di volontà, indebolendolo. Lanterna Verde credeva di non poter agire, in quanto il mondo era giallo e di conseguenza il suo anello non poteva agire. Ci volle un tremendo sforzo di volontà da parte del cavaliere di smeraldo per rimuovere l'illusione dalla sua mente.
Sonar viaggiò verso est, attraversando l'Atlantico per tornare a Modora. Non realizzò che la sua pistola a diapason lasciò una flebile traccia di radiazioni che il portatore d'anello poteva rintracciare. L'anello di Lanterna Verde dovette creare una tromba marina per difendersi dal proprio nemico.
Anche se fu privato delle sue armi e della sua tecnologia e quindi sbattuto in prigione, Sonar fu fiero che le sue imprese finirono sulle prime pagine dei quotidiani in tutto il mondo. La gente di Modora mostrò la propria gratitudine a Lanterna Verde creando un francobollo per l'eroe che fu in grado di donare a Tom Kalmaku per la sua collezione.
Fando sapeva che Sonar era una minaccia al suo potere, ma Wladon si appellò alla sua avidità e alla sua paura e presto Fando cominciò a convincersi che Sonar avrebbe potuto aiutarlo a mantenere il suo potere.
Settimane più tardi, Sonar fu rilasciato dal carcere grazie a una scappatoia legale. Usando una vecchia legge Modorana, a Sonar fu garantita la sua libertà per il suo aiuto nella raccolta annuale nei campi.
Giocando sulle insicurezze di Fando, Bito ebbe un accordo con i governanti di Modora e divenne il comandante delle armate. Tuttavia, Bito orchestrava segretamente l'invasione di uno dei vicini di Modora, e uccise Fando e la famiglia reale nel mezzo della confusione. Respingendo l'invasione con le sue armi soniche, Bito divenne il nuovo padrone di Modora.
Quando Hal Jordan andò alle Slab per ottenere informazioni da Hector Hammond, fu schernito da Bito, affermando che non poteva toccarlo perché godeva dell'immunità diplomatica, finché Hal non lo colpì con un pugno generato dall'anello.
Negli anni che seguirono, Sonar continuò la sua relazione antagonista con Lanterna Verde mentre espandeva lentamente la sua influenza in tutta l'Europa. Incarcerato dalla Justice League dopo il suo tentativo fallito di impadronirsi dell'ex Unione Sovietica, la tecnologia sonica e il nome di Bito furono adottati da un criminale mentalmente instabile, che aveva dei dispositivi impiantati sotto la pelle.
Sonar comparve recentemente in 52, come rappresentante dei Modorani nella coalizione Libertà di Potere di Black Adam.
Per un breve periodo comparve un secondo Sonar che combatté contro la Doom Patrol. Finora comparve una sola volta, e non si seppe niente della sua storia o dei suoi poteri.

### The New 52
Nel settembre 2011, The New 52 reinventò la continuità DC. In questa nuova linea temporale, Sonar e i suoi Modorani comparvero per la prima volta mentre trasportavano un'arma sconosciuta ed erano diretti verso Coast City. I Modorani riuscirono a piazzare una bomba durante il carnevale di Coast City, dove Lanterna Verde evitò che una ruota panoramica Ferris cadesse, anche se molte persone furono ferite gravemente. Sonar inviò dei messaggi di risoluzione attraverso i media nel suo paese, a Modora, per terrorizzare con più bombe attivate dal suo suono. Lanterna Verde lo inseguì da qualche parte in Kahndaq, dove catturò i soldati Modorani, domandando loro dove si trovasse Sonar, ma questi soldati si uccisero con bombe impiantate nei propri colli al fine di evitare la cattura. In una tana ignota, Sonar guardava le notizie dell'Assemblea generale delle Nazioni Unite. Aveva creato un ordigno esplosivo dentro gli apparecchi acustici indossato dagli ambasciatori, del tutto ignari della cosa, in attesa di farli esplodere durante il dibattito, ma il suo piano fallì quando Lanterna Verde prevenne che il dibattito avesse luogo, rimuovendo tutti gli apparecchi acustici e proteggendo gli ambasciatori dalle radiazioni dell'esplosione. Sonar rimase furioso e giurò che la nazione di Modora sarebbe stata ricostruita.
Nel sequel di Watchmen, L'Orologio del Destino, Sonar fu tra i criminali che assistettero all'incontro sotterraneo tenuto dall'Enigmista. Menzionò che la maggior parte dei nemici alieni di Lanterna Verde erano al momento fuori mondo.

### Il terzo Sonar
Seguendo i passi del Sonar originale, Bito Wladon di Modora, il nuovo Sonar ottenne i suoi poteri per costruire un impero. Anche se la fonte dei suoi poteri rimane sconosciuta, affermò di essere stato coinvolto in sofferenza tramite esperimenti agonizzanti. Sonar alluse a suo padre, un monarca, ma il Sonar originale non menzionò mai di aver avuto un erede. Si scoprì che anche il suo nome era Bito Wladon.
Il nuovo Sonar comparve per la prima volta a Keystone City per testare i suoi nuovi poteri. Cominciò tirando giù il municipio di Keystone, e il suo regno di distruzione ovviamente attirò le attenzioni del super eroe della città, Wally West, Flash. La battaglia fu breve, e Sonar andò via volando verso una città più grande da governare; pianificò di conquistare un regno degno della sua statura regale.
Arrivato a New York City, Sonar fu in grado di utilizzare il suono di Manhattan contro la Lanterna Verde Kyle Rayner. La battaglia divenne un due contro uno quando Flash tracciò e raggiunse il criminale nella Grande Mela. Sonar fu sconfitto quando Flash accelerò diventando più veloce del suono. Rayner portò quindi il criminale alla prigione di massima sicurezza di Slabside Island.
Tramite mezzi ignoti, Sonar evase dalla sua cella e utilizzò i propri poteri su di sé. Migliorò se stesso ciberneticamente, alterando radicalmente il suo aspetto. Dopo aver preso cinque guardie come ostaggi, liberò il resto dei prigionieri.
Kyle Rayner seppe della rivolta e ritornò al carcere. Qui, Sonar radunò alcuni dei prigionieri come una specie di piccola armata che lo difendessero. Criminali come Hellgrammite, Killrock, Dervish, Shrapnel, Houngan, Alter, e Spellbinder ascoltarono mentre Sonar faceva di New York City il suo impero. Anche se erano una grande forza con cui avere a che fare, il nuovo Sonar non impressionò Sledge, un altro prigioniero dello Slab.
Sledge si alleò con Lanterna Verde per abbattere il loro nemico comune, ma non rivelò il suo piano. Sledge si separò da Lanterna Verde mentre questi si batteva contro i criminali liberati, e l'aiuto gli giunse proprio da Sledge. Il criminale alto quasi 2,7 metri colpì Sonar attraverso il pavimento della prigione, aprendo un buco nell'oceano in cui si trovava il carcere.
Lanterna Verde andò in cerca di Sonar ma alla fine abbandonò, credendo che il suo nemico fosse rimasto ucciso per mano di Sledge. I resti di Sonar non vennero mai trovati.
In realtà sopravvisse, e ritornò a battersi contro Rayner ancora una volta nel mezzo di New York City. Gli effetti della così detta "Onda divina" durante la Genesi, causò la perdita temporanea di tutta l'energia dell'anello di Lanterna Verde. Naturalmente, Sonar venne sconfitto nuovamente.
Durante la saga di Ion, Kyle assistette mentre Sonar e Jade combattevano. L'eroina continuava a commentare quanto egli non fosse effettivamente un criminale minaccioso. La battaglia terminò con un calcio all'inguine di Sonar.
Sonar ricomparve successivamente in JLA-80 Page Giant n. 1, discutendo insieme ad altri criminali con Rainbow Raider.
Più recentemente, lo si vide tra le file della nuova Lega dell'ingiustizia, e fu uno dei criminali che comparvero in Salvation Run, la storia dove molti criminali furono esiliati dalla Terra. Fu uno dei criminali inviati a ritrovare la carta "Esci gratis dall'Inferno" dai Segreti Sei.

## Poteri e abilità
Bito Wladon Sr. porta uno Scettro Sonico, un dispositivo che permette di assorbire il suono, cosa che usa per volare, proiettare illusioni, lanciare attacchi sonici ed eseguire gesta telecinetiche.
Il secondo Sonar (Bito Wladon Jr.) fu migliorato ciberneticamente, così che avesse l'abilità di chiamare a sé il suono dell'ambiente e utilizzarlo per i propri scopi. Solitamente attacca attraverso colpi sonici.

## Altre versioni

### Universo Anti-Materiale
Sonar ebbe una controparte nell'universo anti-materiale del Sindacato del crimine d'America di nome Lady Sonar, membro della Justice Underground.

### Sonarr
Un super eroe scozzese con una cornamusa di nome Sonarr fu introdotto in Justice League Quarterly n. 8.

### JLA/Vendicatori
Sonar comparve in JLA/Vendicatori n. 3 come leader di un gruppo di criminali sotto il controllo di Krona. Sonar aiutò Silver Swan e Silver Banshee a sconfiggere Visione con il suono e la magia, tuttavia fu disarmato da Capitan America. Fu intrappolato nel lazo magico di Wonder Woman e senza volerlo sputò tutta la verità su Krona, anche se lui ci si riferì sempre come a "Il Maestro".

### Flashpoint
Nella linea temporale alternativa degli eventi di Flashpoint, Sonar è un membro dei pirati di Deathstroke. Dopo essere stato liberato da una prigione galleggiante da Deathstroke, Clayface disse a Deathstroke di come Sonar potrebbe utilizzare le sue abilità per rintracciare tesori sepolti. Non si trovava in prigione a causa di uno scambio tra metaumani, ma Deathstroke lo raggiunse. Fu intrappolato nella nave di Deathstroke e utilizzato come radar umano. Dopo un attacco da parte di Aquaman ed Ocean Master, Sonar chiese ad Icicle di liberarlo; quindi disse a Deathstroke che poteva salvarlo dalle ferite gravi in cambio del ruolo di secondo in comando, cosa che Deathstroke accettò. Usando le sue abilità soniche, Sonar rimosse un pezzo del tridente di Aquaman dal petto di Deathstroke, permettendo al suo fattore di guarigione di ripararlo. Dopo che la nave di Warlord fu distrutta da Jenny Blitz, Sonar si unì a un ammutinamento, ma Deathstroke e Blitz origliarono ogni cosa e uccisero i membri dell'equipaggio per il loro tradimento. Sonar riuscì a contattare un'altra flotta pirata guidata da Caretaker prima che Deathstroke gli sparasse.

### Elseworlds
Una versione di Sonar comparve nella storia controversa di Elseworld JLA: Act of God. Questa versione di Sonar ebbe una sorta di miglioramento cibernetico, e la fissazione della Lanterna Verde Kyle Rayner. Un anno dopo la misteriosa scomparsa di tutti i super poteri chiamata "Luce Nera", Sonar e Rayner ebbero una lotta finale, che risultò alla fine con l'impalamento di Rayner.

## In altri media

### Televisione
- La versione Bito Wladon di Sonar comparve in Justice League Unlimited, doppiato in originale dall'attore Corey Burton. Comparve in un episodio come membro della Società segreta dei super criminali di Gorilla Grodd. Nell'episodio Rancori, aiutò Roulette nel suo nuovo "Metabrawl: Glamour Slam". Fu sconfitto da Black Canary e Cacciatrice e fu arrestato dalla polizia.
- La versione Flashpoint di Bito Wladon comparve in Justice League: The Flashpoint Paradox.